# Namirea
Namirea là một chi nhện trong họ Dipluridae.